# Michael E. DeBakey
Michael Ellis DeBakey (Lake Charles, 7 settembre 1908 – Houston, 12 luglio 2008) è stato un cardiochirurgo statunitense.
Realizzatore di un cuore artificiale, fu uno dei fondatori della moderna cardiochirurgia, a cui contribuì in modo significativo introducendovi importanti innovazioni.

## Biografia

### Figlio di immigrati libanesi
Michael Ellis DeBakey nacque il 7 settembre 1908 con il nome di Michel Dabaghi a Lake Charles, in Louisiana, da una coppia di immigrati maroniti libanesi, Shaker e Raheeja Dabaghi; il nome fu poi anglicizzato in Michael DeBakey. Shaker Dabaghi era approdato negli Stati Uniti a soli quindici anni con una disponibilità economica estremamente limitata ed era riuscito, con grande sacrificio e intelligenza, a guadagnarsi da vivere ed a formare una famiglia. Michael si guadagnò grande stima dai genitori, che decisero di investire buona parte dei risparmi della famiglia per mandarlo a studiare all'università di Tulane, a New Orleans.

### Carriera medica

#### I primi titoli
DeBakey ricevette il baccalaureato in Scienze alla Tulane University; nel 1932 conseguì, nella Tulane University School of Medicine, la laurea in medicina (a pieni voti). Rimase a New Orleans e, al Charity Hospital, proseguì il suo tirocinio (tra i suoi professori c'è anche il celebre Alton Ochsner): completò poi il suo periodo di specializzazione in Francia, presso l'università di Strasburgo, sotto la supervisione del professor René Leriche, ed in Germania, all'università di Heidelberg, sotto il professor Martin Kirschner. Tornato negli Stati Uniti, passò un altro anno di studio e poi iniziò a lavorare alla facoltà di chirurgia dal 1937 al 1948, come specialista in trasfusioni di sangue.

#### Sotto le armi
Dal 1942 al 1946 fu chiamato alla armi come membro della Divisione clinica chirurgica, nell'Ufficio di Chirurgia Generale dell'Esercito (del quale nel 1945 diventerà direttore, ricevendo poi la Legione al merito).
Mentre era in servizio per l'esercito americano, DeBakey apportò un significativo contributo al ruolo della medicina in scenari bellici: si fece portatore dell'idea che i medici dovessero essere sempre nelle vicinanze delle linee di combattimento, prestando così un più efficace soccorso ai soldati. DeBakey contribuì allo sviluppo degli ospedali mobili, i cosiddetti MASH, unità mediche usate come ospedali da campo nelle aree di conflitto. Tale innovazione fece crescere grandemente il tasso di sopravvissuti tra i feriti, tanto che i MASH furono utilizzati dall'esercito degli Stati Uniti anche durante la Guerra di Corea.
In una fase successiva alla fine del conflitto DeBakey aiutò anche ad istituire il Veteran's Administration Medical Center Research System.

#### I primi incarichi
Finita la seconda guerra mondiale, entrò al Baylor College of Medicine in qualità di presidente del dipartimento di chirurgia (ruolo che conserverà fino al 1993). Sempre di questo college DeBakey fu presidente (1969-1979), cancelliere (1979-1996) ed in seguito Cancelliere Emerito. Ricoprì inoltre l'incarico di professore al Dipartimento di Chirurgia "Michael E. DeBakey" ed è direttore del DeBakey Heart Center.
L'abilità di DeBakey e la sua conoscenza medica lo portarono ad ottenere una reputazione di grande personalità della medicina mondiale e molti incarichi medico-politici, ad esempio il ruolo di membro medico della Commissione Hoover e quello di presidente della Commissione Presidenziale per la salute durante l'amministrazione Johnson. Si impegnò per tutta la sua vita per migliorare gli standard sanitari sia degli Stati Uniti sia a livello internazionale. Tra i suoi numerosi incarichi di consulenza si ricordano i tre anni passati nel National Advisory Heart and Lung Council, organizzato dal National Institutes of Health.

#### Pioniere della cardiochirurgia
Fin dal periodo degli studi, sia in America sia all'estero, DeBakey si interessò particolarmente al cuore, che solo in quel periodo cominciava ad essere studiato in modo approfondito e con l'idea di renderlo oggetto di interventi chirurgici.
All'età di 23 anni, mentre era ancora studente all'università di Tulane, DeBakey ideò la pompa peristaltica, la cui importanza fu riconosciuta solo 20 anni dopo, quando divenne un componente essenziale della macchina cuore-polmone (che si diffonderà immediatamente in tutti gli ospedali d'America e d'Europa). L'invenzione di DeBakey provvedeva a fornire un continuo flusso di sangue durante le operazioni, consentendo a sua volta la possibilità di svolgere operazioni "a cuore aperto". DeBakey arrivò all'idea di questo macchinario quando si rese conto di quanto fossero arretrati molti degli strumenti a disposizione dei chirurghi degli ospedali.
Fu uno dei primi medici a interessarsi in maniera approfondita agli aneurismi, iniziando a trattarli chirurgicamente fin dal 1949, ideando una particolare palpazione per localizzare gli aneurismi addominali che porta il suo nome (al giorno d'oggi ormai superata dall'utilizzo della tomografia computerizzata angiografica) ed effettuando, nel 1950, la prima rimozione di un blocco dell'arteria coronaria. L'approccio di DeBakey in molti casi non era quello del rafforzamento della parete arterica ferita, bensì la sua rimozione e sostituzione con un tratto di vaso sanguigno sano. Vista le necessità di avere a disposizione "pezzi di ricambio" di questo genere, fondò la prima banca dei vasi sanguigni (la "Vascular Bank"). In breve tempo diventò uno dei maggiori esperti mondiali nel campo degli aneurismi.
Fu anche uno dei primi chirurghi al mondo a effettuare interventi di bypass sull'arteria coronarica e nel 1953 portò a termine con successo la prima endoarterectomia carotidea. Questo intervento, come tantissimi nella sua carriera, viene svolto nella sua "casa", il Methodist Hospital di Houston, in Texas, ancora oggi uno dei migliori ospedali al mondo.

#### Il Dacron e l'idea del cuore artificiale
Un grosso problema legato ad ogni genere di trapianto, anche minimo, è quello del rigetto: se il corpo umano non "accetta" gli elementi estranei inseriti durante l'operazione si determina un'infiammazione generale del malato, che di solito porta al decesso.

Affinché l'organismo non rigetti il "rattoppo" occorre che si creino dei "pezzi sostitutivi" di una sostanza che non provochi reazioni infiammatorie. DeBakey diventò, a tale scopo, uno dei pionieri dell'utilizzo di innesti in Dacron, sostanza chimica scoperta all'epoca, per sostituire o riparare i vasi sanguigni. Nel 1958, per contrastare il pericoloso restringimento di un'arteria (causato da endarectomia), eseguì con successo la prima angioplastica, utilizzando un innesto in Dacron. Questo intervento consentì l'allargamento della parete arteriosa in modo da farla tornare alla giusta dimensione.
Da quel momento gli innesti artificiali ideati da DeBakey verranno usati in tutto il mondo per riparare o sostituire vasi sanguigni.
Nel 1964 eseguì la prima operazione di bypass aorto-coronarico.
Pioniere nell'idea e nello sviluppo di un cuore artificiale, DeBakey fu il primo a utilizzare con successo una pompa cardiaca esterna (per il bypass del ventricolo sinistro) su una paziente (Esperanza De Valle Velasquez), il 10 agosto 1966, per supportare il suo cuore malato. In quell'occasione la pompa artificiale faceva il 50% del lavoro del cuore della paziente. Il successo in merito arrivò dopo due tentativi falliti, entrambi nel 1965, che gli provocarono molte critiche dagli ambienti medici; il secondo intervento in particolare fu "annunciato" con grande perizia alla comunità scientifica ed ebbe persino un importante seguito mediatico, cosa che dette ancora più risalto all'insuccesso.
In seguito al primo trapianto di cuore umano, eseguito da Christiaan Barnard nel 1967, fu uno dei primi chirurghi in America a sfruttare questa innovativa tecnica (1968 e 1969).
Assieme al suo mentore alla Tulane University, il dottor Ochsner, nel 1969 postulò che vi fosse un forte legame tra il fumo e il cancro ai polmoni (Ochsner stesso diventerà uno dei pionieri della lotta contro il fumo).

#### La celebrità
In breve tempo DeBakey diventò uno dei più celebri chirurghi al mondo. La sua attività fu intensissima, portandolo a passare fino a diciassette ore giornaliere in sala operatoria e ad essere soprannominato "il tornado del Texas". Non tralasciò comunque l'attività di studio, aggiornamento e ricerca. Sotto la sua ala si formarono numerosi chirurghi, desiderosi di imitarlo. Si diede da fare anche per trovare nuovi fondi per la ricerca, partecipando a numerosi congressi medici e sollecitando pubblici e privati a investire in quel campo.
Negli anni sessanta DeBakey e la sua équipe chirurgica furono tra i primi a riprendere e registrare su pellicola gli interventi. Un operatore con la cinepresa riprendeva l'operazione dall'alto, inquadrando le varie zone soggette a intervento secondo ciò che gli diceva il capo-chirurgo. La cinepresa e le luci erano posizionati a un'altezza tale da non interferire con il lavoro del team chirurgico. L'intervento del 10 agosto 1966 con l'utilizzo della prima pompa cardiaca esterna (un abbozzo parziale di "cuore artificiale") venne osservato dai medici della Baylor University tramite un circuito televisivo chiuso.
DeBakey era un grande perfezionista: studiava attentamente le singole operazioni da compiere, programmava la sua giornata con estrema pignoleria ed era noto per avere un carattere non facile, specialmente sul luogo di lavoro. Molto severo ed intransigente per quanto riguardava l'operato suo e dei suoi colleghi, divenne famoso per alcuni brutali rimproveri verso tirocinanti e altri medici, cacciando anche per piccolissimi errori i suoi assistenti in sala operatoria.
Essendo rinomato come uno dei più grandi cardiochirurghi del mondo, DeBakey si trovò spesso ad operare importanti capi di Stato, celebrità e politici. In particolare fu lui ad operare, sempre a Houston, il duca di Windsor Edoardo VIII, ex re d'Inghilterra, affetto da un grosso aneurisma all'aorta addominale. Fu sempre DeBakey (ed un team di cardiochirurghi americani, tra cui George Noon) nel 1996 a supervisionare l'innesto di 5 bypass da parte di chirurghi russi sul Presidente della Federazione Russa Boris El'cin. Nel 1976 operò anche Massimo Troisi, attore italiano all'epoca ancora poco conosciuto, da sempre affetto da gravi patologie cardiache che lo avrebbero portato ad una prematura scomparsa nel 1994.

### Ultimi anni
DeBakey continuò a lavorare fino agli ultimi anni della sua vita, assai oltre l'età media a cui i chirurghi si ritirano dall'attività professionale. Il suo contributo alla scienza medica coprì un periodo di oltre settant'anni, in cui operò più di 50.000 pazienti.
Il 31 dicembre 2005, a 97 anni, DeBakey fu colpito da una dissecazione aortica: anni prima era stato tra i pionieri per il trattamento chirurgico di questo problema, creando quella che è adesso chiamata Procedura DeBakey. Ricoverato al Methodist Hospital di Houston, dove aveva lavorato per la maggior parte della sua carriera, rifiutò inizialmente di sottoporsi ad un intervento chirurgico con la tecnica da lui stesso inventata; quando però le sue condizioni di salute peggiorarono ulteriormente, al punto da renderlo incapace di esprimere il suo parere, il team di chirurghi decise di procedere con l'intervento. Il comitato etico dell'ospedale, con una controversa decisione, approvò. Tra il 9 e il 10 febbraio DeBakey divenne il più vecchio paziente a sottoporsi a un'operazione per la quale era responsabile su sé stesso. Restò sette ore sotto i ferri e furono necessari dei lunghi e costosi (più di un milione di dollari) trattamenti post-operatori per rimetterlo in sesto. Dopo circa otto mesi, nel settembre 2006, il professore uscì dall'ospedale e ritornò presto a godere di ottima salute, tanto da poter presenziare all'apertura del Michael E. DeBakey Library and Museum al Baylor College of Medicine (18 ottobre 2006). Sebbene avesse in precedenza rifiutato di farsi operare, in seguito dichiarò di essere grato al team di chirurghi per la loro decisione di effettuare l'intervento.
DeBakey lavorò assieme ad un altro celebre cardiochirurgo americano, Denton Cooley (il primo a impiantare un cuore artificiale in una donna, nel 1969), mentre entrambi svolgevano il tirocinio presso il Baylor College of Medicine. In seguito i due furono rivali dal punto di vista professionale per quasi quarant'anni; come riportò il numero di Life del 18 aprile 1969, il loro disaccordo nacque quando Cooley eseguì, apparentemente senza autorizzazione, il primo impianto di un cuore artificiale in un essere umano. I due uomini si riconciliarono solamente il 7 novembre 2007, quando DeBakey aveva 99 anni e Cooley 87; fu DeBakey a renderlo pubblico invitando Cooley alla cerimonia di consegna della medaglia d'oro del Congresso (che si tenne il 23 aprile 2008).

### Morte
DeBakey morì il 12 luglio 2008 per cause naturali al Methodist Hospital di Houston, poco più di un mese prima del suo centesimo compleanno. Un'onoranza funebre fu tenuta alla Co-Cathedral of the Sacred Heart, il 16 luglio di quell'anno. Il corpo fu deposto, il primo di sempre, nella Houston's City Hall. Gli fu anche garantito un posto al cimitero nazionale di Arlington dal segretario dell'Esercito.

## Vita privata
Perse la madre, a cui era legatissimo, nel 1960, per un problema al cuore che, senza la possibilità di innesto di un nuovo cuore (in quel momento non ancora disponibile), risultò inguaribile.
DeBakey visse a lungo con la prima moglie, Diana Cooper DeBakey, che morì per un attacco cardiaco nel 1972. Sopravvisse a due dei suoi figli: l'avvocato Ernest O. DeBakey (deceduto nel 2004) e Barry E. DeBakey (spentosi nel 2007). Il fratello Ernest G. DeBakey era anch'esso un medico, specialista del cancro, e lavorava a Mobile (Alabama); anch'egli morì prima del fratello, nel 2006. Sopravvissero al professore due sue sorelle, Lois e Selma.
Fu membro della Massoneria.

## Controversie

### Contrasti con le associazioni animaliste
DeBakey fondò e diresse la Foundation for Biomedical Research (FBR), i cui obiettivi erano di promuovere e informare l'opinione pubblica sul supporto da dare alla ricerca animale. DeBakey, durante tutta la sua carriera, come del resto molti altri scienziati suoi contemporanei, fece largo uso di animali per le sue ricerche, motivo per cui fu molto disprezzato dalle associazioni e dai soggetti animalisti, posizione che criticò fortemente, sostenendo che il futuro della ricerca biomedica e degli studi sulla salute umana fosse legato indissolubilmente alla ricerca sugli animali.
Sostenne inoltre tutti i membri della comunità scientifica che facessero ricerche con gli animali lo facessero non per odio verso gli stessi ma per il rispetto della vita e della dignità umane.

### Altri problemi
Nel 1987 e nel 1990 DeBakey fu indagato dalla Texas Medical Board per aver ricevuto tre denunce per errori professionali nell'arco di cinque anni. Entrambe le inchieste furono poi archiviate. Nel 1994 la sua licenza medica per il Texas fu messa in mora per il mancato pagamento della quota obbligatoria.

## Pubblicazioni
DeBakey fu autore o coautore di più di 1 300 pubblicazioni nell'ambito della medicina tra articoli, capitoli o interi libri sulla chirurgia, sulla medicina, sulla salute, sulla ricerca medica e sull'educazione alla salute. Non mancarono inoltre pubblicazioni che coinvolgevano, sempre nel largo ambito della medicina, discussioni socio-economiche e filosofiche. Molti di questi scritti sono divenuti classici nell'ambiente medico.
In aggiunta agli scritti come studioso, DeBakey fu anche autore di lavori molto popolari e diffusi, come ad esempio The Living Heart, The Living Heart Shopper's Guide e The Living Heart Guide to Eating Out.

## Riconoscimenti

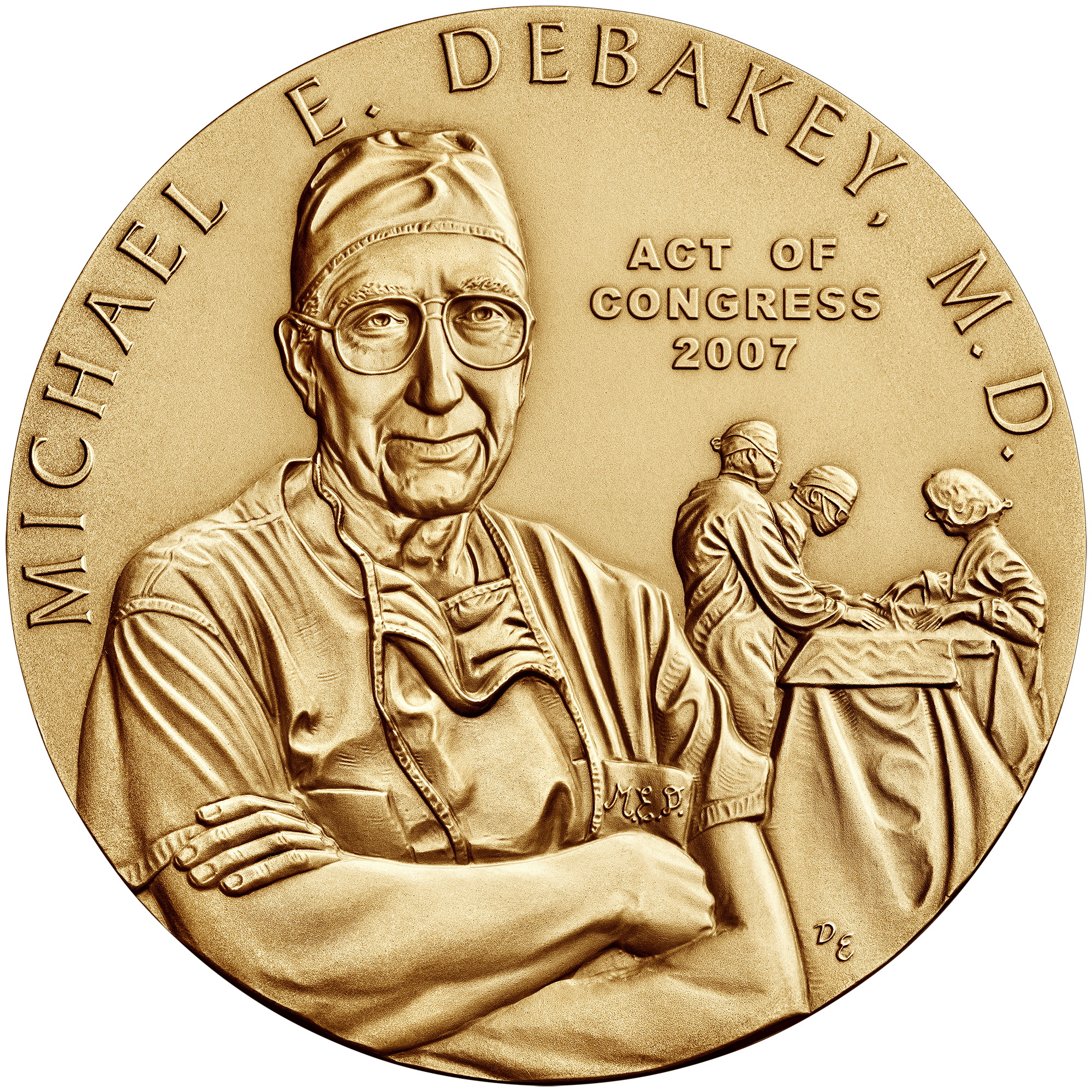
La Medaglia d'oro del Congresso concessa a Michael Ellis DeBakey

Durante il 1969 il Baylor College of Medicine si separò dalla Baylor University, sotto la sua direzione. La DeBakey High School for Health Professions, il Methodist DeBakey Heart & Vascular Center e il Michael E. DeBakey Veterans Affairs Medical Center nel Texas Medical Center (Houston) furono così nominati in suo onore.
DeBakey ebbe un importante ruolo nell'istituire il Michael E. DeBakey Heart Institute all'Hays Medical Center, in Kansas. Diverse tecniche e innesti chirurgici che egli introdusse portano adesso il suo nome. DeBakey foundò il Michael E. DeBakey Institute al Texas A&M College of Veterinary Medicine & Biomedical Sciences, risultato ottenuto grazie alla collaborazione tra Texas A&M, il Baylor College of Medicine el'UT Health Science Center di Houston, per portar avanti ulteriori ricerche sulle malattie cardiovascolari.
Il 20 gennaio 1969 ricevette dal Presidente statunitense Lyndon B. Johnson la Medaglia presidenziale della libertà.

Nel 1987 il Presidente Ronald Reagan lo insignì della National Medal of Science. Entrò nella Health Care Hall of Fame, fu Luminare di Lasker (1963) e ricevette il United Nations Lifetime Achievement Award. Nel 2000 il suo nome venne citato come "Leggenda vivente" dalla Biblioteca del Congresso Americano.
Nel 2002 la Medical University of South Carolina  gli ha conferito il Lindbergh-Carrel prize 
Il 23 aprile 2008 ricevette la Medaglia d'oro del Congresso dal Presidente George W. Bush, dalla Speaker della camera Nancy Pelosi e dal leader della maggioranza democratica al Senato Harry Reid.
Per tutto l'arco della sua carriera ricevette innumerevoli altri riconoscimenti per la sua attività come medico e pioniere della chirurgia.